# 't Vergulde Lam
 't Vergulde Lam is een monumentaal pand aan de Lage Gouwe in de Nederlandse stad Gouda.
Het pand dateert uit 1725. De gevelsteen met het vergulde lam is ouder en is waarschijnlijk afkomstig van een huis aan de Westhaven. In de 18e eeuw is het pand in het bezit geweest van enkele Goudse burgemeesters. Mr. Thieleman van Zeebergh kocht het in 1732 en Huijbert van Eijck in 1744.
In 1881 kwam het pand in het bezit van de broers Pieter Willem en Marinus Johannes Kamphuizen, die er een koffie- en theezaak in vestigden. De winkelpui en winkel dateren uit dit jaar. De winkelpui is ontworpen in een eclecticistische stijl voorzien van pilasters met Korinthische kapitelen, een kroonlijst met meanders en gebogen ramen. In het laatste kwart van de 20e eeuw is de voorgevel gerenoveerd. Het assortiment is uitgebreid naar een diversiteit aan oosterse producten. De winkel is nog steeds in het bezit van de familie Kamphuizen.
Volgens de Rijksdienst voor het Cultureel Erfgoed heeft het pand vanwege 'de detaillering, het materiaalgebruik en de ouderdom' een enige zeldzaamheidswaarde.

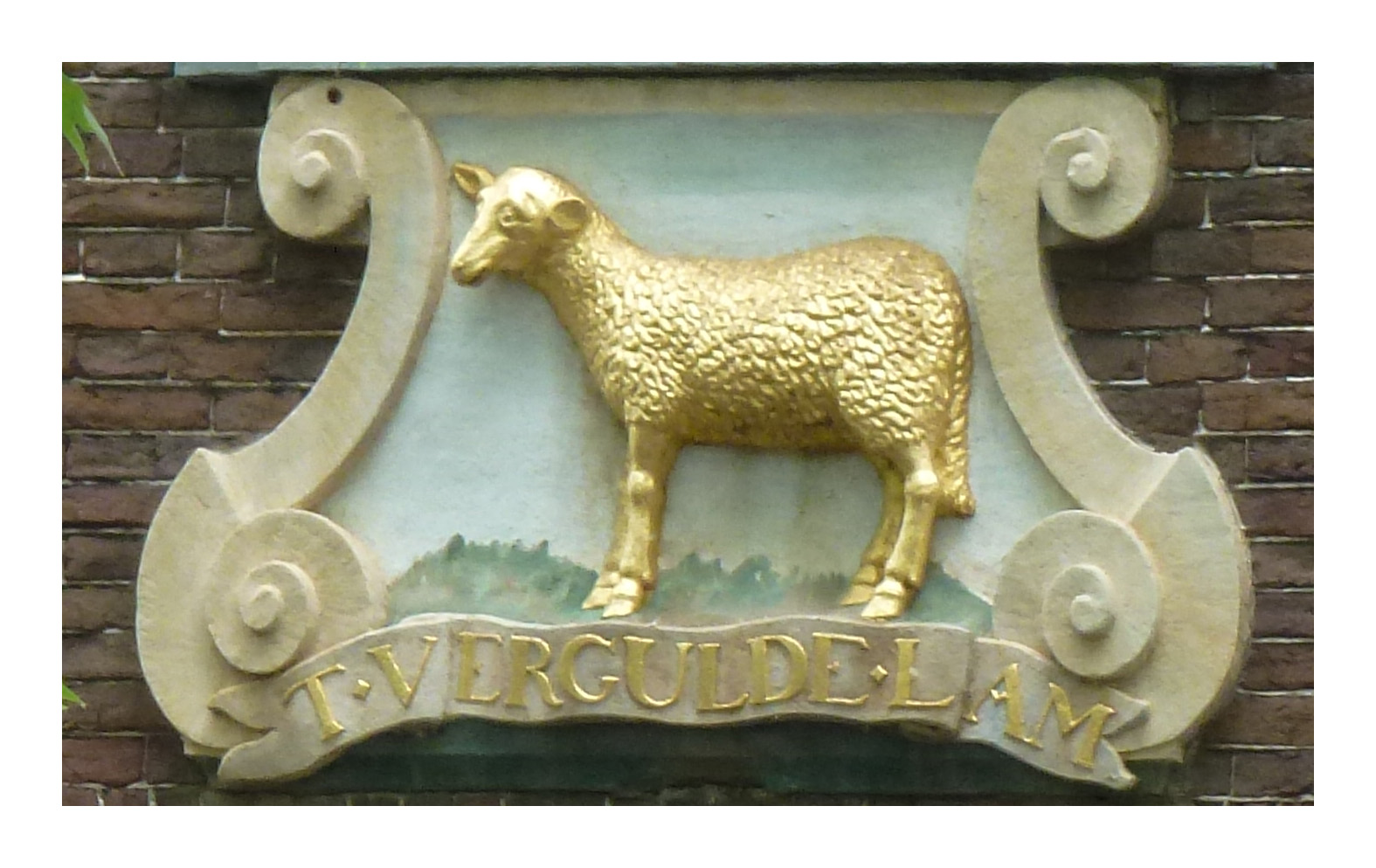
Gevelsteen met Gouden Lam
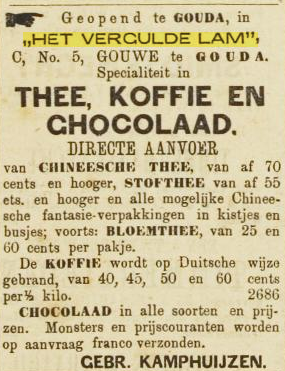
Advertentie in de Rijnbode van 9 april 1882, waarin de opening van de zaak werd aangekondigd